# Naaldkant

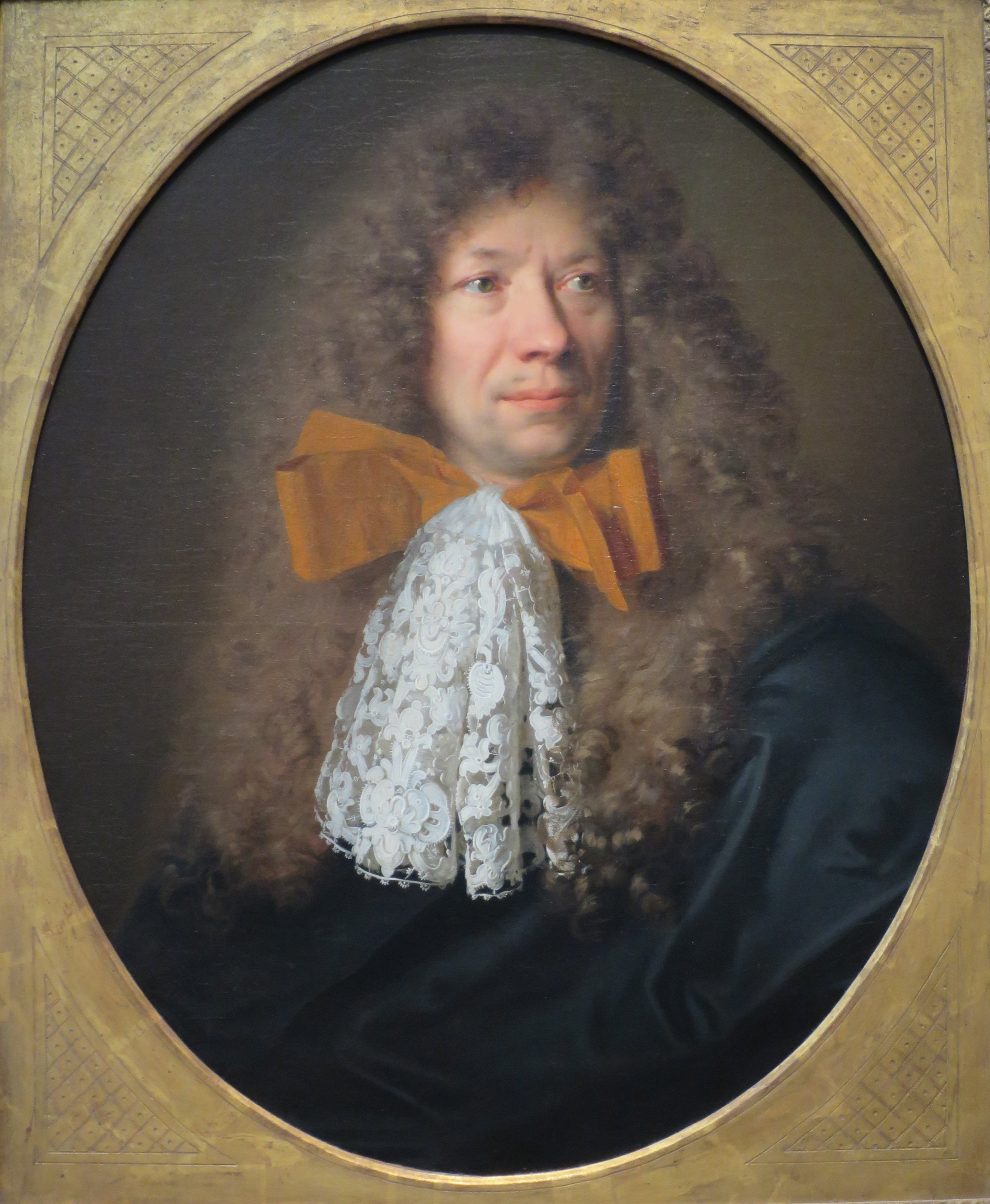
Pierre van Schuppen, Gros Point de Venise

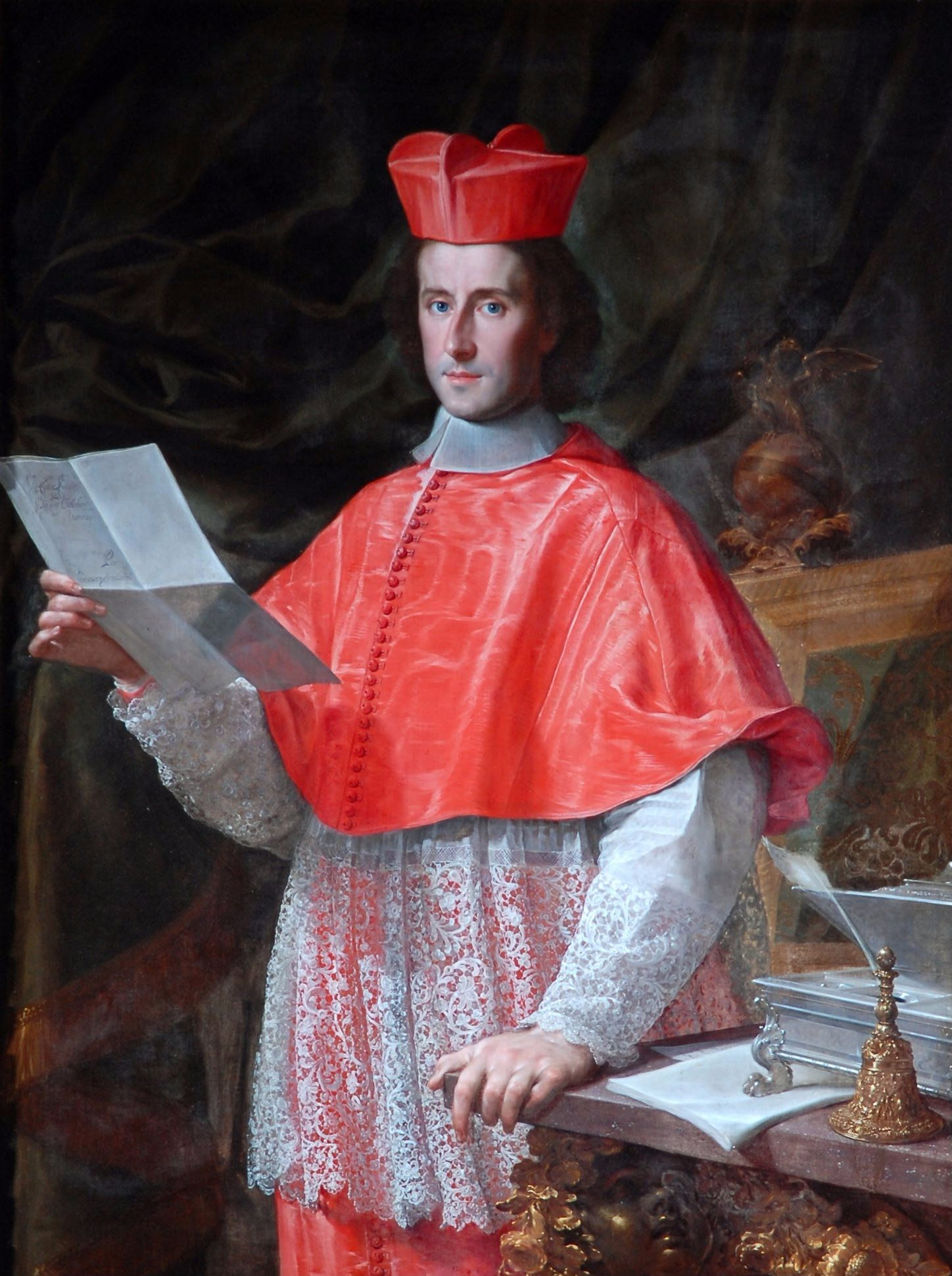
Mgr. Ottoboni, rochet in venetiaanse kant.

Naaldkant is een kantsoort die wordt gemaakt met naald en draad. Hij wordt dus anders gemaakt dan de kloskant.
Deze kantsoort kende zijn hoogtepunt onder het Frans ancien régime (16e tot de 18e eeuw) met uitlopers in de 19e eeuw. Onder het ancien régime was de kant vooral populair in de herenmode, vooral de Venetiaanse naaldkant was zeer begeerd als das (cravate). De das was samen met het vest het meest versierd. Tegenwoordig dragen cassatierechters nog altijd een das met kant.
Na de Franse Revolutie verdween kant uit de herenmode, en de Venetiaanse naaldkant verdween bijna volledig. Naaldkant bestond enkel nog in de Point de Gaze en de Point de Rose en Rosaline Perlée.